# Magnus Samuel Munck
Magnus Samuel Munck, född 18 maj 1764 i Hällestads församling, Malmöhus län, död 20 januari 1816 i Tåby församling, Östergötlands län, var en svensk präst.

## Biografi
Magnus Samuel Munck föddes 1764 i Hällestads församling. Han var son till kronobefallningsmannen Nils Göran Munck och Jannika Maria Broomé. Munck studerade i Linköping och blev 1784 student vid Uppsala universitet, samt medlem i Östgöta nation, Uppsala. Han fick infördingsrätt i Linköpings stift och prästvigdes 6 maj 1790. Munck blev 9 november 1796 komminister i S:t Olai församling, tillträde 1797. Han avlade pastoralexamen 26 september 1807 och blev vice pastor samma dag. Munck blev 20 september 1809 kyrkoherde i Tåby församling, tillträde 1811. Han avled 1816 i Tåby församling.

### Familj
Munck gifte sig 22 september 1797 med Hedvig Charlotta Jung (1772–1843). Hon var dotter till vågmästaren Albrecht Jung i Norrköping. De fick tillsammans barnen notarien Samuel Albrecht Munck (1798–1872) i Linköping, Nils Johan Munck (1801–1804), Hedvig Maria Munck (1802–1871), vagnmakaren Nils Fredric Munck (född 1806) i Göteborg, grosshandlaren Carl Johan Munck (1810–1875) i Söderköping och läroverksadjunkten Edvard Gustaf Munck i Linköping.